# Ferrédoxine-NADP+ réductase
La ferrédoxine-NADP+ réductase (FNR) est une oxydoréductase qui catalyse la réaction :
2 ferrédoxines réduites + NADP+ + H+  {\displaystyle \rightleftharpoons }  2 ferrédoxines oxydées + NADPH.
Cette enzyme est la dernière à intervenir dans le transfert des électrons au cours de la photosynthèse. Elle utilise les électrons à haut potentiel issus du photosystème I pour réduire le NADP+ en NADPH, ce dernier étant par la suite utilisé dans le cycle de Calvin. Le transfert des électrons de la ferrédoxine vers le NADP+ a lieu à la lumière en partie parce que l'activité de la FNR est inhibée dans l'obscurité. Chez les organismes non photosynthétiques, cette enzyme fonctionne en sens inverse pour fournir de la ferrédoxine réduite pour diverses voies métaboliques, telles que la fixation de l'azote, la biosynthèse des terpénoïdes, le métabolisme des stéroïdes, la réponse au stress oxydant ou encore la biogenèse des protéines fer-soufre.
La FNR est une protéine soluble présente à la fois dans le stroma des chloroplastes et liée à la membrane des thylakoïdes. La liaison de l'enzyme à la membrane du thylakoïde intervient à l'opposé du site actif et ne semble pas affecter la structure de la protéine ni l'activité de l'enzyme. La fixation de l'enzyme à la membrane est favorisée à pH acide, ce qui aurait pour effet de stabiliser l'enzyme à la surface des thylakoïdes dans l'obscurité, lorsque la réduction du NADP+ sous l'effet de la photosynthèse cesse d'avoir lieu. En effet, le stroma des chloroplastes est légèrement acide dans l'obscurité et devient plus basique à la lumière.

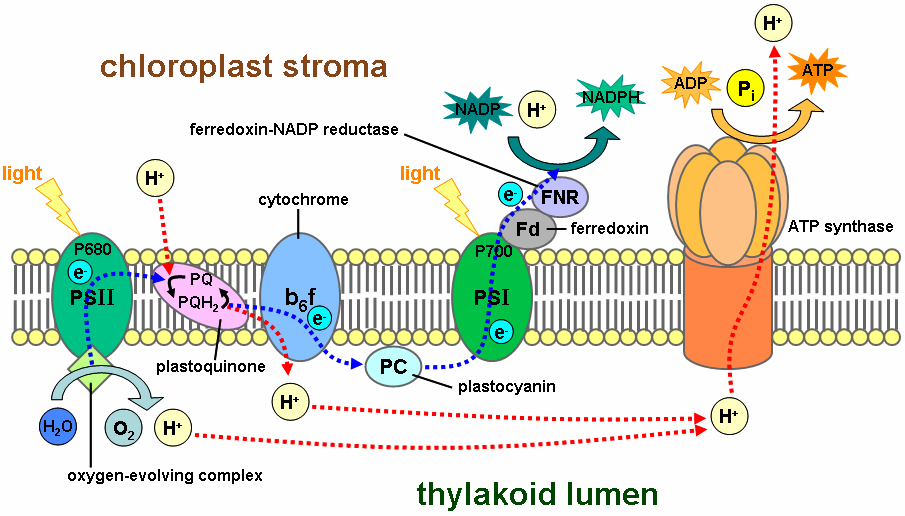
Schéma de fonctionnement des réactions photosynthétiques dépendantes de la lumière montrant la position de la ferrédoxine-NADP^{+} réductase par rapport au photosystème II, à la plastoquinone, au complexe cytochrome b_{6}f, à la plastocyanine, au photosystème I et à l'ATP synthase.